# Venturia magrettii
Venturia magrettii là một loài tò vò trong họ Ichneumonidae.